# Ołeh Handej
Ołeh Wołodymyrowycz Handej (ukr. Олег Володимирович Гандей; ur. 5 marca 1999 w Kijowie) – ukraiński łyżwiarz szybki specjalizujący się w short tracku, olimpijczyk z Pekinu 2022.

## Życie prywatne
Mieszka w Kijowie. Studiował na Narodowym Uniwersytecie Wychowania Fizycznego i Sportu Ukrainy.

## Wyniki

### Igrzyska olimpijskie
| Rok  | Gospodarz | 500 m | 1000 m | 1500 m | sztefeta |
| ---- | --------- | ----- | ------ | ------ | -------- |
| 2022 | Pekin     | 27    | —      | —      | —        |

### Mistrzostwa świata
| Rok  | Gospodarz | 500 m | 1000 m | 1500 m | wielobój |
| ---- | --------- | ----- | ------ | ------ | -------- |
| 2018 | Montreal  | 25    | 26     | 32     | 26       |
| 2019 | Sofia     | 39    | 26     | 38     | 36       |
| 2021 | Dordrecht | 45    | 45     | 29     | 44       |

### Mistrzostwa Europy
| Rok  | Gospodarz | 500 m | 1000 m | 1500 m | 5000 m | wielobój |
| ---- | --------- | ----- | ------ | ------ | ------ | -------- |
| 2018 | Drezno    | 29    | 31     | 29     | 9      | 30       |
| 2019 | Dordrecht | 21    | 33     | PEN    | 10     | 35       |
| 2020 | Debreczyn | 45    | 17     | 19     | 7      | 24       |
| 2021 | Gdańsk    | 46    | 27     | 46     | —      | 44       |

### Mistrzostwa świata juniorów
| Rok  | Gospodarz           | 500 m | 1000 m | 1500 m | wielobój | sztafeta |
| ---- | ------------------- | ----- | ------ | ------ | -------- | -------- |
| 2018 | Tomaszów Mazowiecki | 39    | 21     | 29     | 24       | 13       |